# Thomas Ferebee
Thomas Wilson Ferebee (Mockswille, 9 novembre 1918 – Windermere, 16 marzo 2000) è stato un militare statunitense.
Partecipò come puntatore alla missione di sgancio della bomba atomica su Hiroshima e Nagasaki. Fu l'uomo che materialmente sganciò la bomba provocando la morte di oltre 210.000 persone e ferendone altri 150.000, la maggior parte civili.

## Biografia
Thomas Ferebee era il terzo di undici figli. Nel 1935, all'età di 17 anni frequentò il Lees-McRae College. Talentuoso in atletica dall'infanzia, ha ricevuto molti premi in pista, nella pallacanestro e nel football. Dopo essere stato rifiutato nella squadra dei Red Sox di Boston, Ferebee scelse l'esercito. Una lesione al ginocchio gli precluse la fanteria ma venne accettato per addestramento nella scuola di volo. Dopo due anni di addestramento venne assegnato su un bombardiere nel teatro di guerra europeo portando a termine più di 60 missioni. Nell'estate del 1944 venne reclutato dal colonnello Paul Tibbets nel 509º Gruppo Composito per l'addestramento degli equipaggi per la missione atomica, Ferebee era il miglior puntatore che Tibbets avesse mai visto. Aveva appena 26 anni nel 1945, fu lui a premere il pulsante che causò la distruzione di Hiroshima, su ordine di Tibbets lasciò cadere la bomba atomica nei pressi del grande ponte Aioi sul fiume Ota. Neanche lui, come del resto la maggior parte dell'equipaggio, aveva idea delle conseguenze catastrofiche che la bomba Little Boy avrebbe provocato. Pochi istanti dopo l'esplosione avrebbe esclamato "Mio Dio, che cosa abbiamo fatto!" (l'attribuzione di questa frase, oltra alla sua stessa pronuncia, è controversa, in quanto l'unica prova di essa è nel diario del capitano Robert Lewis, il cui originale è stato venduto all'asta nel 1971 ed alcune copie - trascritte dallo stesso Lewis e lasciate a sua moglie ed ai suoi figli - lo sono state successivamente)  .
Dopo Hiroshima aveva continuato tranquillo nella sua carriera militare, combattendo in Corea, poi addirittura in Vietnam e rimase nell'esercito fino al 1970. Dopo il suo ritiro lavorò come agente immobiliare nei dintorni di Orlando, in Florida. Nell'aprile del 1999 gli diagnosticarono un cancro al pancreas e nel 2000 morì in casa sua a Windermere, Florida all'età di 81 anni. Nel salotto della sua casa di pensionato, Ferebee aveva appeso una fotografia di Enola Gay con una scritta in oro: "Quel giorno all'alba il mondo cambiò per sempre". Ma non amava essere ricordato come l'uomo che tirando una leva, il 6 agosto del 1945 alle ore 08:16, provocò la morte di oltre 200.000 persone.